# Glashütte
Glashütte è una città di 6 657 abitanti della Sassonia, in Germania.
Appartiene al circondario della Svizzera Sassone-Monti Metalliferi Orientali (targa PIR). È un importante centro di produzione di orologi, e vi hanno sede numerose manifatture, tra le quali A. Lange & Söhne, Nomos Glashütte, Mühle-Glashütte e Glashütte Original e Union Glashutte.
Da gennaio 2008 l'ex comune di Reinhardtsgrimma è stato incorporato nella città di Glashütte.